# Israelisch-russische Beziehungen
Die Israelisch-russischen Beziehungen sind das zwischenstaatliche Verhältnis zwischen dem Staat Israel und der Russischen Föderation. Der Vorgängerstaat Russlands, die Sowjetunion, unterstützte 1947 die Gründung eines jüdischen Staates. Später unterstützten die Sowjets allerdings die arabischen Staaten im Nahostkonflikt und 1967 wurden die diplomatischen Beziehungen abgebrochen. Erst in den 1980er Jahren, unter den Reformen von Michail Gorbatschow, verbesserten sich die Kontakte. Das Ende der Sowjetunion löste eine massive Einwanderungswelle von Juden aus den ehemaligen Sowjetstaaten aus. Nach dem Kalten Krieg haben Russland und Israel kooperative Beziehungen etabliert, auch wenn es in einigen Fragen zu Meinungsverschiedenheiten gekommen ist. Im Gegensatz zu vielen westlichen Ländern hat Israel sich nach dem Beginn des russischen Überfalls auf die Ukraine 2022 geweigert, Sanktionen gegen Russland zu verhängen. Unter Naftali Bennett vermittelte Israel in den russisch-ukrainischen Friedensverhandlungen, da das Land zu beiden Staaten gute Beziehungen unterhält.
Die russische Sprache ist nach Hebräisch und Arabisch die am dritthäufigsten gesprochene Erstsprache in Israel. Israel hat die drittgrößte Anzahl von Russischsprechern außerhalb der postsowjetischen Staaten und den höchsten Anteil an der Gesamtbevölkerung; 2017 wurde geschätzt, dass 1,5 Millionen Israelis Russisch sprechen können, was 17,25 % der israelischen Bevölkerung entspräche. In Russland leben noch knapp 150.000 Juden, einschließlich Personen mit jüdischer Abstammung wird ihre Zahl auf knapp 300.000 geschätzt.

## Geschichte

Der Ansiedlungsrayon mit den Prozentsätzen an jüdischer Bevölkerung (1905)

### Vorgeschichte
Die Geschichte der Juden in Russland begann vor mehr als 1000 Jahren und Millionen Juden lebten im Russischen Zarenreich, schwerpunktmäßig innerhalb der Ansiedlungsrayon im Westen des Reiches. Die jüdische Minderheit wurde häufig Opfer von Diskriminierung und Judenpogromen. Ihre rechtliche und soziale Situation war dabei stark von der politischen Lage abhängig. Nach dem Sturz des Zaren und der Oktoberrevolution 1917 wurden bei über 1500 Judenpogromen während des russischen Bürgerkriegs zahlreiche Juden getötet, hauptsächlich in den Gebieten unter der Kontrolle der Weißen Armee, welche Juden für den Sturz des Zaren verantwortlich machte. Allein in der Ukraine kamen dabei 100.000 Juden bei Verfolgungsaktionen ums Leben. Auch wenn die Rote Armee den Übergriffen auf die jüdische Bevölkerung Einhalt gebot, kam es auch nach der Gründung der Sowjetunion 1922 weiterhin zu Diskriminierung gegen die russischen Juden. Unter Josef Stalin wurde 1934 der Jüdische Autonome Oblast im russischen fernen Osten hinter Sibirien als jüdisches „Autonomiegebiet“ gegründet. In Moskau wurde nach dem Beginn des Zweiten Weltkriegs das Jüdische Antifaschistische Komitee gegründet, um die jüdische Unterstützung für den Krieg der Sowjets gegen NS-Deutschland zu mobilisieren. Ab Ende 1944 verfolgte Stalin eine offen pro-zionistische Außenpolitik, offenbar in dem Glauben, dass das neue Land prosowjetisch sein und den Rückgang des britischen Einflusses im Nahen Osten beschleunigen würde.

### Israelisch-sowjetische Beziehungen

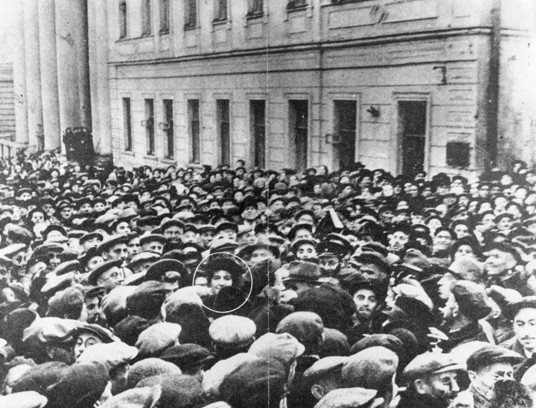
Die israelische Botschafterin in der Sowjetunion, Golda Meir, ist am ersten Tag von Rosch Haschana 1948 in einer Menschenmenge

Im Mai 1947 erklärte der stellvertretende sowjetische Außenminister Andrei Gromyko vor den Vereinten Nationen, dass die Sowjets die Teilung Palästinas in einen jüdischen und einen arabischen Staat unterstützten. Die Sowjetunion und ihre Satellitenstaaten stimmten im November 1947 für den UN-Teilungsplan für Palästina. Am 17. Mai 1948, drei Tage nachdem Israel seine Unabhängigkeit erklärt hatte, erkannten die Sowjets Israel offiziell an. Golda Meir wurde am 2. September 1948 zur israelischen Botschafterin in der Sowjetunion ernannt. Sie besuchte in der Moskauer Choral-Synagoge die Gottesdienste an Rosh Hashanah und Yom Kippur. Stalin war jedoch verärgert über die jüdischen Menschenmengen, die sich versammelten, um sie zu begrüßen und auch, dass Israel eine prowestliche Außenpolitik verfolgte. Er startete in Folge eine antisemitische Kampagne gegen „wurzellose Kosmopoliten“, denen er Verrat gegenüber der Sowjetunion unterstellte. Er löste das Jüdische Antifaschistische Komitee auf und ließ seine Mitglieder als Verräter verfolgen. Nachdem die Frau des sowjetischen Außenministers Wjatscheslaw Molotow, die Jüdin Polina Schemtschuschina, mit Meir auf Jiddisch gesprochen hatte, wurde sie für fünf Jahre in die Verbannung geschickt und ihr Mann wurde als Außenminister entlassen.
Die sowjetisch-israelischen Beziehungen verschlechterten sich von 1949 bis 1952, aber die UdSSR leistete Israel immer noch eine gewisse diplomatische Unterstützung und blieb im arabisch-israelischen Konflikt bis Mitte der 1950er Jahre weitgehend neutral. Während der Sueskrise 1956 bezog die UdSSR eine klare Position der Unterstützung der arabischen Staaten gegen Israel und zwang die israelisch-britisch-französische Militärkoalition, sich aus Ägypten zurückzuziehen. Die Sowjets etablierten enge Beziehungen zu arabischen Staaten wie Ägypten oder Syrien, welche Israel mit der Vernichtung drohten. Die Beziehungen wurden von der sowjetischen Regierung im Juni 1967 aus Protest gegen die israelische Politik während des Sechstagekriegs und unmittelbar danach abgebrochen. Die Sowjetunion unterstützte Israels arabische Feinde mit Waffen und Ausbildung, und sowjetische Streitkräfte wurden während des Zermürbungskriegs in Ägypten eingesetzt, wo sie wiederholt auf die israelischen Streitkräfte trafen. Inoffizielle Verhandlungen zwischen beiden Ländern betrafen vor allem das Ausreiserecht sowjetischer Juden nach Israel, aber erst unter Michail Gorbatschow wurden die Ausreisebestimmungen für sowjetische Juden gelockert. Die Sowjetunion nahm am 18. Oktober 1991 die diplomatischen Beziehungen zu Israel wieder auf, kurz vor dem Zerfall der Sowjetunion.

### Israelisch-russische Beziehungen seit 1991

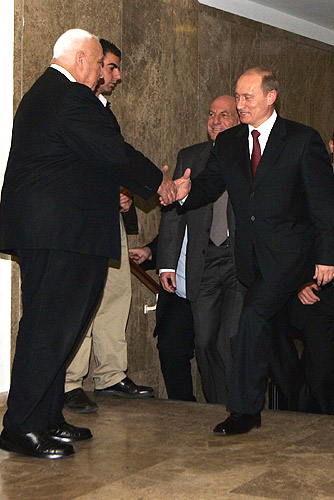
Ariel Scharon und Wladimir Putin (2005)

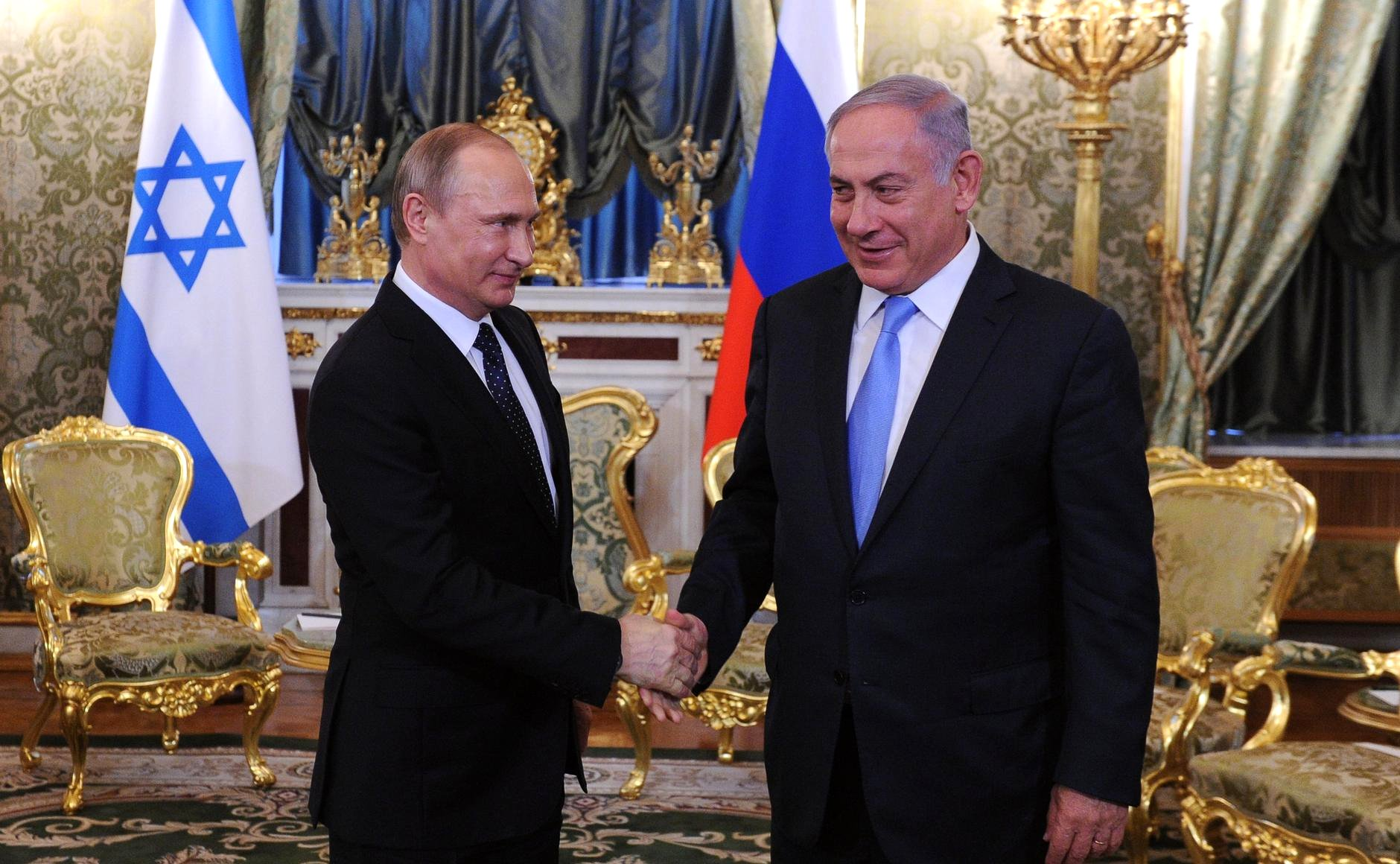
Wladimir Putin und Benjamin Netanjahu (2016)

Das Ende der Sowjetunion löste eine massive Einwanderungswelle von Juden aus den ehemaligen Sowjetstaaten aus. Die Nachfrage der neuen Einwanderer führte dazu, dass viele russischsprachige Zeitungen erschienen, und mit der Entwicklung des Mehrkanalfernsehens in Israel in den 1990er Jahren entstanden viele russischsprachige Kanäle. Die große Migrantengruppe nahm auch Einfluss auf die Politik Israels. Im Jahr 1999 begann Ariel Scharon als Außenminister, sich um freundlichere Beziehungen zu Russland zu bemühen. Er verkündete: „Die russische Stimme wird über den Ausgang der (israelischen) Wahlen entscheiden“. Israel sprach sich in Folge gegen die Operation Allied Force der NATO in Jugoslawien und für IWF-Kredite für das bankrotte Russland im Jahre 1999 aus. Die Beziehungen zwischen Israel und Russland begannen sich 2000 mit der Wahl von Wladimir Putin und 2001 mit der Wahl Ariel Scharons, der Putin als „wahren Freund Israels“ bezeichnete, wesentlich zu verbessern. Im April 2014 nahm Israel bei den Vereinten Nationen eine neutrale Haltung zur russischen Annexion der Krim ein und verärgerte damit Beamte des US-Außenministeriums und des Weißen Hauses. Während der israelischen Operation Protective Edge im Gazastreifen 2014 erklärte Putin: „Ich unterstütze Israels Kampf, der dazu dient, seine Bürger zu schützen“. Die Beziehungen haben sich nach der russischen Militärintervention in Syrien im September 2015 weiter verbessert. Von da an bis Juli 2018 trafen sich der israelische Premierminister Benjamin Netanjahu und Putin insgesamt neunmal. Beide Staatschef haben während ihrer Amtszeiten ein gutes persönliches Verhältnis aufgebaut und Netanjahu bezeichnete Putin später als „klug, raffiniert und auf ein Ziel ausgerichtet - Russland zu seiner historischen Größe zurückzuführen“.
Während der russischen Intervention in Syrien kooperierten beide Staaten eng, einige Meinungsverschiedenheiten traten allerdings wiederholt über die Rolle des Irans in Syrien auf, zu dem Russland gute Beziehungen unterhält. Israel sieht den Iran dagegen als große Bedrohung an. Vor und unmittelbar nach den Präsidentschaftswahlen 2016 in den Vereinigten Staaten soll Israel bei den Vereinigten Staaten Lobbyarbeit betrieben haben, um eine Vereinbarung mit Russland über die Einschränkung der iranischen Militärpräsenz in Syrien im Gegenzug für die Aufhebung der Sanktionen für die russischen Militäraktionen in der Ukraine zu erreichen. Im September 2018 verschlechterten sich die Beziehungen etwas, nachdem das russische Verteidigungsministerium das israelische Militär für den Abschuss eines russischen Flugzeugs verantwortlich gemacht hatte, das bei einem israelischen Angriff auf Ziele der Hisbollah in Syrien in die Flugbahn syrischer Luftabwehrsysteme geraten war. Gegen die Proteste Israels rüstete Russland daraufhin Syrien mit S-300-Flugabwehrraketensystemen zur Stärkung seiner Luftabwehr aus. Im Dezember 2018 änderte Israel bei den Vereinten Nationen seine Haltung zur Krim und stimmte dafür, die russischen Aktivitäten dort zu verurteilen. Nach Angaben Israels geschah dies auf Ersuchen der Regierung der USA.
Am 24. Februar 2022 sprach sich der israelische Außenminister Jair Lapid gegen die russische Invasion in der Ukraine aus und erklärte: „Der russische Angriff auf die Ukraine ist eine schwere Verletzung der internationalen Ordnung. Israel verurteilt ihn und ist bereit, den ukrainischen Bürgern humanitäre Hilfe zukommen zu lassen.“ Israel schloss sich den Sanktionen gegen Russland aber nicht an. Am 5. März 2022 flog der israelische Ministerpräsident Naftali Bennett nach Moskau, um ein dreistündiges Gespräch mit Putin über die Lage in der Ukraine zu führen. Anschließend telefonierte Bennett mit Wolodymyr Selenskyj und flog nach Deutschland, um sich mit Bundeskanzler Olaf Scholz zu treffen. In von Israel und der Türkei vermittelten Verhandlungen sollen die Ukraine und Russland laut Bennet einem Waffenstillstandsabkommen nahe gekommen sein. Im Mai 2022 kam es zu einem diplomatischen Eklat, nachdem der russische Außenminister Sergei Lawrow behauptet hatte, Hitler habe „jüdisches Blut“ gehabt und die „größten Antisemiten seien in der Regel Juden“. Jair Lapid bezeichnete die Aussage als „unverzeihlich und skandalös“ und verlangte eine Entschuldigung. Putin entschuldigte sich daraufhin für die Aussage seines Außenministers.
Nach dem Terrorangriff der Hamas auf Israel 2023 verschlechterten sich die Beziehungen beider Länder. Durch die iranische Unterstützung für die russische Kriegsführung hatte sich die Bedeutung der Beziehungen zum Iran für Russland weiter erhöht und Russland empfing nach dem Angriff eine Delegation der Hamas. Präsident Putin verglich die israelische Blockade des Gazastreifens mit der Leningrader Blockade und beklagte eine „absolut inakzeptable Zahl von zivilen Opfern“. Im November 2023 bezeichnete der israelische Botschafter bei der UNO die russische Kritik an den israelischen Militäraktionen im Gazastreifen als „lächerlich“ und beschuldigte Russland, vom Ukraine-Konflikt ablenken zu wollen. Israel begann Russland im Rahmen der verschlechterten Beziehungen nicht mehr im Voraus über seine Luftangriffe in Syrien zu informieren.

## Kulturbeziehungen

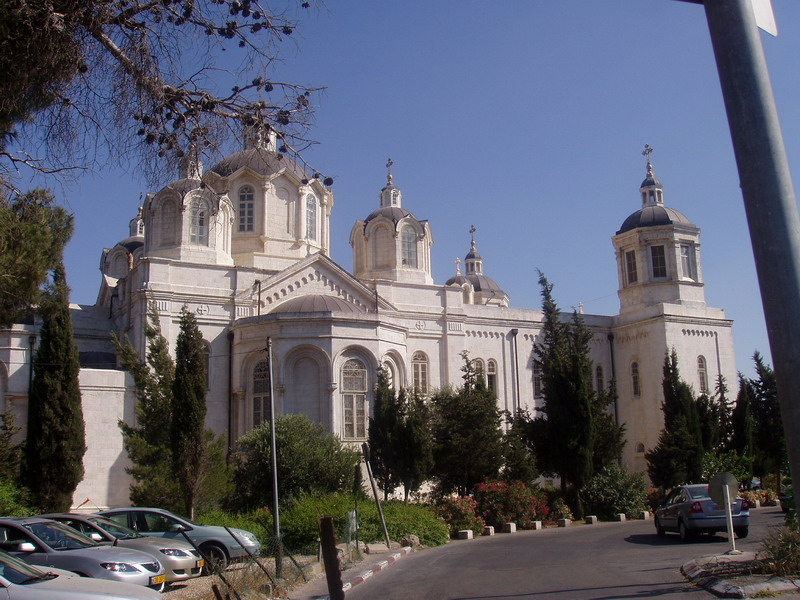
Orthodoxe Dreifaltigkeitskathedrale in Jerusalem

Zwischen 1989 und 2007 wanderten knapp eine Million Juden aus der früheren Sowjetunion nach Israel ein und haben damit einen großen Einfluss auf die Entwicklung Israels nach 1990 gehabt. So waren viele der Einwanderer hoch gebildet und haben u. a. Theater, Ballett und Literatur Israels beeinflusst. Die russischsprachigen Juden haben eine eigenständige Identität bewahrt mit russischsprachigen Medien und Fernsehsendern. Im Alltagsleben traf die Kultur der russischstämmigen Juden oft auf die der orientalischen Juden, was auch für Konflikte gesorgt hat. Politisch haben die russischsprachigen Juden meist rechtskonservative Parteien unterstützt. Russlands Präsident Putin sagte 2014, er betrachte Israel als Teil der russischen Kulturwelt und behauptete, dass „Lieder, die in Israel als nationale israelische Lieder angesehen werden, in Wirklichkeit russische Nationallieder sind“. Ferner erklärte er, dass er russischsprachige israelische Bürger als seine Landsleute und als Teil der „russischen Welt“ betrachte. Die Anzahl der Juden in Russland ist mit der Auswanderung nach 1990 deutlich gesunken, wobei zahlreiche Juden in der Vergangenheit große Beiträge zur Kultur Russlands geleistet haben. Durch Rückwanderung hat Moskau auch heute eine blühende israelisch-jüdische Gemeinschaft. 2014 lebten 80.000 israelische Bürger in der Stadt, die fast alle Russisch als Muttersprache sprachen.
Israel hat sich in den letzten Jahren zu einem Ziel für russische Touristen entwickelt. Insbesondere die Stadt Tel Aviv ist in Russland wegen ihrer guten Erreichbarkeit für Russischsprachige, des warmen Wetters und der Strände ein beliebtes Ziel. Im Jahr 2014 besuchten fast 500.000 russische Touristen Israel. Im Jahr 2015 ging die Zahl der russischen Touristen in Israel jedoch aufgrund der Wirtschaftskrise in Russland und des Wertverlusts des Rubels drastisch zurück. Nach Jahren des Rückgangs hat sich die Zahl der russischen Touristen in Israel 2018 wieder leicht erholt. Russische Touristen waren wieder die zweitgrößte Gruppe ausländischer Touristen in Israel und waren besonders wichtig für den Badeort Eilat.
Über 400.000 Pilger aus Russland besuchten Israel in den Jahren 2015/2016. Patriarch Kirill verkündete, dass „die Menschen in Israel Russisch sprechen, schafft eine besondere Atmosphäre für unsere Pilger, und sie fühlen sich in Israel oft wie zu Hause“.

## Wirtschaftsbeziehungen
Der Handel zwischen beiden Ländern erreichte 2021 ein Volumen von 3,5 Milliarden US-Dollar. Zwischen beiden Ländern besteht freier Reiseverkehr und zahlreiche Flugverbindungen. Auch sprachliche und kulturelle Faktoren begünstigen die wirtschaftliche Zusammenarbeit. Ein wichtiger Bereich der wirtschaftlichen Kooperation zwischen Israel und Russland sind Hochtechnologie und Innovation. Israel ist bekannt für seine dynamische Start-up-Szene. Russland verfügt über eine starke wissenschaftliche und technologische Basis, die jedoch oft nicht in marktfähige Produkte umgesetzt wird. Im Bereich der Technologieförderung wurden deshalb Kooperationsprojekte zwischen den beiden Staaten eingerichtet. Rusnano, das Instrument der russischen Regierung für Investitionen in die Nanotechnologie, hat eine Niederlassung in Israel gegründet, um einen Fonds für Investitionen in israelische Unternehmen einzurichten. Auch das Innovationszentrum Skolkowo hat einen Standort in Israel etabliert und eine Partnerschaft mit dem High-Tech-Zentrum Jokne’am abgeschlossen.

## Militärische und sicherheitspolitische Beziehungen
Am 6. September 2010 unterzeichneten Russland und Israel ein fünfjähriges Militärabkommen. Im Dezember 2019 gab Israel bekannt, dass es mit Russland eine Vereinbarung getroffen hat, keine Waffen an die Ukraine und Georgien zu verkaufen, wenn Russland im Gegenzug keine Waffen an den Iran verkauft. Russland hat aus Israel Militär-Drohnen für seine Streitkräfte importiert. Beide Länder haben 2011 auch ein Abkommen zur Kooperation in der Raumfahrt unterzeichnet.
Beide Länder haben eng bei der regionalen Sicherheitspolitik kooperiert, besonders während der Amtszeiten von Benjamin Netanjahu. Russland hat unter Putin versucht als Vermittler im Nahen Osten zu agieren. Israel störte sich in der Vergangenheit allerdings an den Kontakten Russlands zum Iran, der Hisbollah im Libanon und der Hamas. Russland hat sich im Nahostkonflikt wiederholt für die Zweistaatenlösung und den Staat Palästina ausgesprochen, den Russland diplomatisch anerkennt. Russland misstraut auch den engen Beziehungen Israels zu den USA.
Über eine Spionagestation in Syrien soll Russland die Aktivitäten Israels überwacht haben.